# Brachythemis fuscopalliata
Brachythemis fuscopalliata – gatunek ważki z rodziny ważkowatych (Libellulidae).